# Lyle Sendlein
Lyle Sendlein (Edina, 18 marzo 1984) è un ex giocatore di football americano statunitense che ha giocato nel ruolo di centro per gli Arizona Cardinals della National Football League (NFL). Al college ha giocato a football a Texas vincendo il campionato NCAA nel 2005.

## Carriera professionistica

### Arizona Cardinals
Dopo non essere stato scelto nel Draft NFL 2007, Sendlein firmò con gli Arizona Cardinals. Divenne il centro titolare a partire dalla sua seconda annata, conservando il ruolo per tutte le stagioni successive. Si ritirò dopo la stagione 2015 con 136 gare disputate in carriera.

## Palmarès

### Franchigia
- National Football Conference Championship: 1

Arizona Cardinals: 2008